# Muzyka ulicy muzyka dla mas vol. 1
Muzyka ulicy muzyka dla mas vol. 1 – album muzyczny zawierający utwory różnych polskich wykonawców, wydany przez Olifant Records, jako pierwszy ramach serii zatytułowanej „Muzyka ulicy muzyka dla mas”. Z tego względu ma przypisany numer 1. Zawiera wybrane utwory różnych zespołów zawarte na wydawanych albumach z określonego okresu czasu oraz przede wszystkim kompozycje niepublikowane i nagrania unikatowe. Pod względem prezentowanej twórczości są to utwory z różnych nurtów muzycznych, z dominacją gatunku punk rock, w tym w szczególności street punk/oi!, ale także ska. Zawiera 19 utworów. Czas trwania wynosi 53 minuty i 32 sekundy.

## Historia i muzyka
Pierwszy album z serii „Muzyka ulicy muzyka dla mas” wydany został w 2004 r. pod tytułem „Muzyka ulicy muzyka dla mas vol. 1”. Zawierał przede wszystkim niepublikowane dotąd utwory lub nagrania unikatowe oraz utwory zawarte na wydawanych albumach z określonego okresu czasu. Pośród uwzględnionych gatunków muzycznych dominował  punk rock ze szczególnym naciskiem na street punk/oi!, ale także ska. Jak to jednoznacznie podkreśla wydawca na okładce tego albumu: Olifant Records z dumą prezentuje przedstawicieli polskiej sceny oi! / punk / ska. Zwięzłym podsumowaniem charakteru albumu jest stwierdzenie: Oi-owa składanka z Olifanta.
Kolejne wydania o identycznej idei przewodniej nastąpiły w 2006 r. (Muzyka ulicy muzyka dla mas vol. 2), 2014 r. (Muzyka ulicy muzyka dla mas vol. 3) i 2016 r. (Muzyka ulicy muzyka dla mas vol. 4).

## Album i wykonawcy
Jest to album kompilacyjny, w którym zamieszczono utwory różnych wykonawców. Zamieszczony została na jednej płycie kompaktowej. Repertuar na nim prezentowany obejmuje 19 utworów. Czas trwania nagrań wynosi 53 minuty i 32 sekundy. Album ma przypisany w ramach katalogu wydawnictwa identyfikator Olifant Records 006 / OR 006. Limitowany nakład określono na 1000 sztuk. Każdy z egzemplarzy to kopia z przypisanym, kolejnym numerem. Album zamieszczony został w standardowym pudełku plastikowym typu Jewel Case. Samo tłoczenie płyt zostało wykonane przez Vegart (identyfikator: VEGCD 0766 / Matrix / Runout: Vegart [logotype] VEGCD 0766 MUZYKA DLA MAS). Inne przypisane do albumu etykiety to Mastering SID Code: IFPI LT57. Okładkę zaprojektował i wykonał Radosław Augustynów, posługujący się także pseudonimami artystycznymi Bandzior, Radek oraz Radosław "Bandzior" Augustynów.
Wydawca dołączył do albumu książeczkę o 28 stronach, bogato ilustrowaną. Zamieszczono w niej historię ruchu oi! w Polsce oraz notatkę o każdym z zespołów, którego utwór prezentowany jest w ramach albumu. Ponadto z albumem związany był konkurs z nagrodami. Autorem tekstu książeczki był Piotr Bosak, pseudonim Bosy, także Piotr "Bosy" Bosak i w niektórych przypadkach inni autorzy, a historii oi! w Polsce autorem był Marek Jurczenko, pseudonim Urko, także Marek "Urko" Jurczenko.
W albumie zaprezentowano utwory następujących wykonawców: Alarm, All Bandits, Awantura, Bachor, Bilety Do Kontroli, BTM, Bulbulators, Horrorshow, Lumpex 75, Po prostu, Ramzes & The Hooligans, Rezystencja, Rozbiesz Sie, Skankan, Sztorm 68, The Gits, The Junkers, Werwolf 77, Zbeer.

## Utwory
| Lp | Wykonawca              | Tytuł                         | Czas |
| -- | ---------------------- | ----------------------------- | ---- |
| 1  | Sztorm 68              | Muzyka Ulicy                  | 3:20 |
| 2  | BTM                    | Skinheads                     | 2:36 |
| 3  | The Gits               | Brzydkie Słowa, Brudny Dźwięk | 2:53 |
| 4  | Alarm                  | Fala Oi!                      | 1:55 |
| 5  | The Junkers            | Getto                         | 3:18 |
| 6  | Werwolf 77             | Koledzy                       | 2:30 |
| 7  | Zbeer                  | Jesteśmy Jacy Chcemy Być      | 1:36 |
| 8  | Ramzes & The Hooligans | Poland Alkoholand             | 2:40 |
| 9  | All Bandits            | Oi! Oi! Oi!                   | 1:53 |
| 10 | Bulbulators            | Nasza Muzyka Wasza Polityka   | 3:10 |
| 11 | Awantura               | Miejska Dżungla               | 3:06 |
| 12 | Rezystencja            | Zabij Ich Śmiechem            | 3:00 |
| 13 | Lumpex 75              | Buty I Szelki                 | 1:53 |
| 14 | Horrorshow             | Na Zawsze Zagłębie            | 4:04 |
| 15 | Bachor                 | Mechaniczna Pomarańcza        | 3:12 |
| 16 | Rozbiesz Sie           | Rozbiesz Się                  | 3:31 |
| 17 | Bilety Do Kontroli     | Wybór Polski                  | 3:35 |
| 18 | Po Prostu              | CzaCza                        | 2:36 |
| 19 | Skankan                | Dziewczyny                    | 2:36 |

## Tytuł
Tytuł całej serii („Muzyka ulicy muzyka dla mas”) oraz tego albumu („Muzyka ulicy muzyka dla mas vol. 1”), to słowa, które występują w refrenie utworu zespołu Sztorm 68 pod tytułem „Muzyka Ulicy”. Utwór ten został zamieszczony w tym albumie pod pozycją 1. Ich brzmienie i kontekst są następujące:

Muzyka ulicy, muzyka dla mas
Muzyka dla Ciebie, byś nie był ciągle sam!